# مقبره خالد ولید

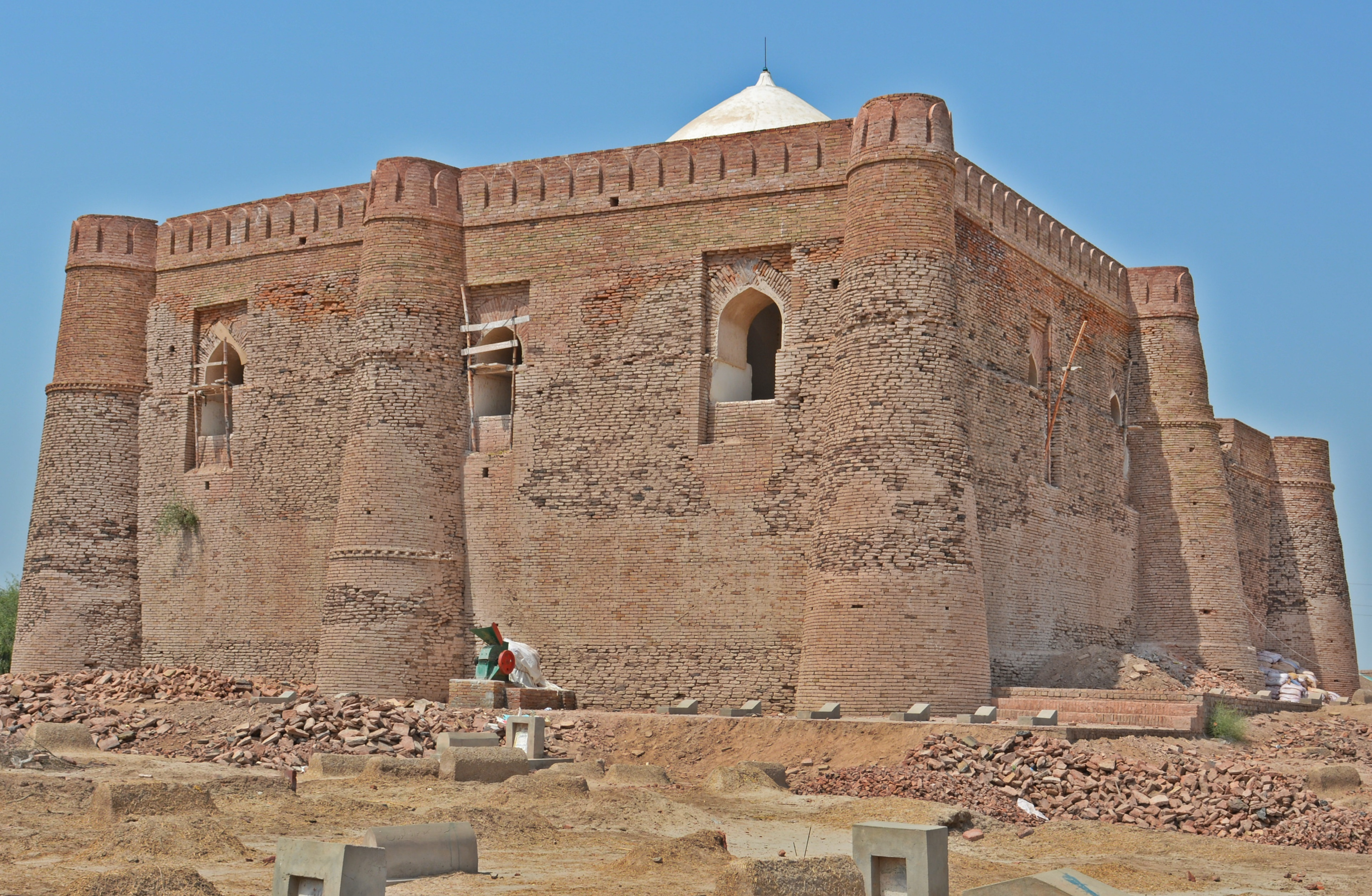
این معبد دارای عناصر معماری نظامی، مانند سنگر است.

زیارتگاه خالد ولید یک عبادتگاه صوفیان است که در روستای ناوان نزدیک شهر کبیر والا در کشور پاکستان واقع شده‌است. این معبد به مبارز مقدس خالق ولید قرن دوازدهم اختصاص دارد که در عوض به خالد ولید مشهور است (با خالد بن ولید از فرماندهان صدر اسلام اشتباه گرفته نشود). قدمت این حرم از دوره سلطنت دهلی قرون وسطی است.

## معماری
این بنای مستحکم به شکل مستطیل به ابعاد هفتاد در نود فوت و با گنبدی کم‌ارتفاع و شیبدار با نمای بیرونی از آجر ساده و دیوارهای شیبدار داخلی که ممکن است از معماری سلجوقی از آسیای میانه الهام گرفته شده باشد، پوشیده شده‌است. استفاده از نوارهای چوبی به صورت افقی در سراسر حرم، و استفاده از هر دو آجر لعاب‌دار و برش خورده همچنین نشان دهنده تأثیر معماری سلجوقی در آسیای میانه است.
این حرم عناصر معماری نظامی را منعکس می‌کند، در هر یک از گوشه‌های حرم و همچنین در وسط سه دیوار از چهار دیوار، سنگرهای نیم دایره وجود دارد. دیوار غربی حرم دارای یک طرح کوچک است که محل محراب را نشان می‌دهد. خط سقف با کرنلاسیون تزئین شده‌است ، ویژگی که معمولاً در سازه‌های مستحکم مانند قلعه وجو دارد. تأثیر مشابه معماری نظامی در مقبره شاه رکن عالم در مولتان دیده می‌شود.